# Mindszent
Mindszent [mindsent] (chorvatsky Micenta, jméno znamená "všichni svatí") je město na jihovýchodě Maďarska v župě Csongrád-Csanád, spadající pod okres Hódmezővásárhely. Leží u břehu řeky Tisy, asi 11 km severozápadně od Hódmezővásárhely a 32 km severně od Szegedu. V roce 2017 zde žilo 6 560 obyvatel. Podle údajů z roku 2011 byli 85,3 % Maďaři, 2,2 % Romové a 0,4 % Němci.
Nejbližšími městy jsou Hódmezővásárhely a Szentes, poblíže jsou též obce Baks, Derekegyház, Mártély a Szegvár.